# 和漢混淆文
和漢混淆文（わかんこんこうぶん）は、現在の日本語の表記体系の元となる文体である。和漢混交文ともいう。

## 概要
平安時代後期に、万葉仮名を崩して生まれた平仮名による和文と、漢文の書き下しである漢文訓読体とが合流して生まれた。これによって漢字を含みながらも和文の持つ自在な表現力を持つ文章が手に入った。
和漢混淆文で書かれた最初期の文学としては『今昔物語集』が特に有名で、その後の代表的な文学としては、『徒然草』や『方丈記』、『平家物語』などが挙げられる。